# F3F (航空機)
F3F フライングバレル
飛行するF3F-1 0232号機
(空母レンジャー艦載、
VF-4戦闘飛行隊所属、1939年撮影)
- 用途：戦闘機
- 分類：艦上戦闘機
- 製造者：グラマン航空機エンジニアリング社
- 運用者

  -  アメリカ合衆国
    -  アメリカ海軍
    -  アメリカ海兵隊
- 初飛行：1935年3月20日[1]
- 生産数：162機[1]
- 生産開始：1936年
- 運用開始：1936年
- 退役：1940年11月
- 運用状況：退役
- ユニットコスト：20,424米ドル（1935年）

F3F フライングバレル（Grumman F3F Flying Barrel ）は、アメリカ合衆国のグラマン社が開発しアメリカ海軍や海兵隊で運用された艦上戦闘機。アメリカ海軍で運用された最後の複葉戦闘機であった。
「フライングバレル (Flying Barrel)」は、空飛ぶ樽の意。公式の名称ではないが、本機の特徴を良く表した愛称としてパイロットの間で呼ばれた。

## 開発
グラマン社の前作であるF2F艦上戦闘機の拡大・発達型として、G-22の社内名称で開発・試作された。方向安定性の改良の他、燃料容量が増加している。試作機のXF3F-1は1935年3月20日に初飛行している。ただし、試作初号機および2号機は機体強度の問題や方向安定性不足の影響により墜落している。

## 運用
量産型F3F-1は、1935年8月に54機発注された。エンジンが強化されたF3F-2、F3F-3も開発されている。1936年から部隊配備が行われたが、前線配備されていたのは1941年までのことであり、それ以降は練習機材として使用された。なお、1943年には全機、退役している。

## 機体
複葉機であり、コックピットは胴体中央上方にある。主翼は、下翼が低翼配置、上翼が機体上方に取り付けられている。胴体は太く、短い印象のものとなっている。主脚は引き込み式で、F2Fと同様に胴体側面に収容される。エンジンはライト社製R-1820空冷星型レシプロエンジンである。頑丈な機体で、運動性能には定評があった。

## 諸元
F3F-3
- 全長：7.06 m[1]
- 全幅：9.76 m[1]
- 全高：2.85 m[1]
- 空虚重量：1,490 kg

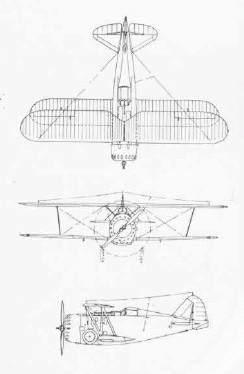
F3F-3　三面図

- エンジン：Wright R-1820-22 星型レシプロエンジン（出力 950 hp）[1]
- 最大速度：412 km/h[1]
- 航続距離：1,820 km[1]
- 乗員：1名
- 武装：7.62mm M1919機銃 1挺、12.7mm M2機銃 1挺
- 爆装：52.6 kg 爆弾(116 lb ) 2発

## 派生型
- XF3F-1：試作型。3機製造。
- F3F-1：量産型。45機製造。Wright R-1535-84（650馬力）エンジン搭載。
- XF3F-2：強化エンジン試作型。1機製造。1936年7月初飛行。
- F3F-2：エンジンをWright R-1820-22（950馬力）に換装。
- XF3F-3：プロペラやカウリングなどを改良した試作型。F3F-2より1機改造。
- F3F-3：プロペラやカウリングなどを改良した型。27機製造。

## 現存する機体
| 型名                    | 番号   | 機体写真 | 位置                      | 所有者                                                             | 公開状況 | 状態     | 備考 |
| ----------------------- | ------ | -------- | ------------------------- | ------------------------------------------------------------------ | -------- | -------- | ---- |
| F3F-2                   | 0972   |          | アメリカ カリフォルニア州 | ヴィンテージ・エアクラフト社 (Vintage Aircraft Corporation)        | 公開     | 飛行可能 |      |
| F3F-2                   | 0976   |          | アメリカ フロリダ州       | 国立海軍航空博物館                                                 | 公開     | 静態展示 |      |
| F3F-2                   | 1028   |          | アメリカ フロリダ州       | ファンタジー・オブ・フライト                                       | 公開     | 静態展示 |      |
| F3F-2                   | 1033   |          | アメリカ カリフォルニア州 | 最高世代海軍博物館 (Greatest Generation Naval Museum)              | 公開     | 飛行可能 |      |
| G-22                    | 335    |          | アメリカ ヴァージニア州   | 国立航空宇宙博物館別館 スティーヴン・F・ウドヴァーヘイジーセンター | 公開     | 静態展示 |      |
| レプリカ (F3F-2)        | (0968) |          | アメリカ ニューヨーク州   | 航空発祥地博物館                                                   | 公開     | 静態展示 |      |
| レプリカ (G-32A, F3F-2) | (447)  |          | アメリカ テキサス州       | コマンシェ・ウォーバード社 (Comanche Warbird Inc.)                 | 公開     | 飛行可能 |      |